# Conchotopoda leptocerca
Conchotopoda leptocerca är en insektsart som först beskrevs av Carl Stål 1876.  Conchotopoda leptocerca ingår i släktet Conchotopoda och familjen vårtbitare. Inga underarter finns listade i Catalogue of Life.